# 棕腹鶇
棕腹鶇是鶇科下的一種鳴禽。它們分佈在巴西東及東南部（由馬拉尼昂州至南里奧格蘭德州）、玻利維亞、巴拉圭、烏拉圭及阿根廷北部。
棕腹鶇是巴西東南部最為普通遍的鳥類之一。自1966年起它們成為聖保羅州的州鳥，也是巴西的國鳥。
棕腹鶇的下身呈紅橙色。它們長25厘米及重59-78克。雌鳥較雄鳥重，但並非較大，外觀上只是較多羽毛，腳也較雄鳥短。
棕腹鶇棲息在森林及城市林地。它們是雜食性的，主要吃果實及節肢動物，有時會與其他鳥類混群覓食。曾觀察到它們為了食物而與普通狨爭吵，但這往往都是在乾旱季節缺乏食物時才出現。
棕腹鶇的鳥巢是開放式的及呈杯狀，有時會在森林地上或高達20米的樹上築巢，但一般都是在離地4-5米的地方。在阿根廷西北部的高溫濕潤氣候帶，它們會於10月至3月的潮濕季節築巢，並於11月至12月進行繁殖。它們每次會生2-3隻蛋，鳥蛋長27-28毫米，闊20毫米及重5.7-5.9克。孵化期為12-13日，雛鳥12-13日大就會換羽。雌鳥會負責孵化，雄鳥及雌鳥會一同餵養雛鳥。接近換羽期間，幼鳥每5-7分鐘就要進食一次。雛鳥很多時因被掠食而死亡；在安地斯山脈南部，掠食情況在雛鳥出生的時期特別多。
棕腹鶇廣泛分佈及數量很多，故此世界自然保護聯盟並不認為它們受到威脅。

## 外部連結
- Internet Bird Collection （页面存档备份，存于）
- VIREO （页面存档备份，存于）